# Platybirmania acutinota
Platybirmania acutinota är en stekelart som beskrevs av Heinrich 1974. Platybirmania acutinota ingår i släktet Platybirmania och familjen brokparasitsteklar. Inga underarter finns listade i Catalogue of Life.